# Liste der Monuments historiques in Bitschwiller-lès-Thann
Die Liste der Monuments historiques in Bitschwiller-lès-Thann führt die Monuments historiques in der französischen Gemeinde Bitschwiller-lès-Thann auf.

## Liste der Objekte
| Bezeichnung                         | Beschreibung                                                        | Standort                                    | Kennzeichnung | Schutzstatus | Datum | Bild |
| ----------------------------------- | ------------------------------------------------------------------- | ------------------------------------------- | ------------- | ------------ | ----- | ---- |
| Hauptaltar                          | Altartisch und Tabernakel; Marmor und Stuck, zwischen 1838 und 1846 | in der Kirche St-Alphonse-de-Liguori (Lage) | PM68000023    | Classé       | 1984  |      |
| Gemälde Heiliger Alfons von Liguori | Ölfarbe auf Leinwand, 1841, von Henri Sassary                       | in der Kirche St-Alphonse-de-Liguori (Lage) | PM68000534    | Classé       | 1984  |      |